# Jaish ul-Adl
Die Jaish ul-Adl (auch Jaish al-Adl und Dschaisch al-Adl) ist eine sunnitische Rebellengruppe aus der iranischen Provinz Sistan und Belutschistan, die nach eigenen Angaben für die Unabhängigkeit der im pakistanisch-iranischen Grenzgebiet liegenden Region Belutschistan kämpft. Sie ist für mehrere Angriffe auf Zivilisten und Militärangehörige im Iran verantwortlich. Jaish ul-Adl wird von den USA und dem Iran als Terrororganisation eingestuft.
Die Gruppe wurde 2012 von Mitgliedern der Dschundollah gegründet, einer sunnitisch-militanten Gruppe, die nach der Gefangennahme und Hinrichtung ihres Anführers Abdul Malik Rigi 2010 durch den Iran geschwächt wurde. Der erste größere Angriff ereignete sich im Oktober 2013. Im Dezember 2023 verübte die Gruppe einen Anschlag auf das Polizeipräsidium in der Stadt Rask im Südosten des Irans mit elf Todesopfern; daraufhin erfolgte im Januar 2024 ein Gegenschlag durch den Iran mit Raketen in der pakistanischen Provinz Belutschistan. Im April 2024 reklamierte die Rebellengruppe einen Angriff auf Revolutionswächter für sich.